# Sumpftarn (камуфляж)
Зумфтарн (нім. Sumpftarn, також Sumpfmuster або Sumpftarnmuster, дослівно: «болотний камуфляж») — німецький деформаційний військовий камуфляж, що використовувався Вермахтом Третього Рейху в 1943-45 роках. Після Другої світової війни його певний час не використовували, але з 1952 до 1980-х років версія цього камуфляжу під назвою BGS-Sumpftarnmuster використовувалась Федеральною прикордонною службою ФРН (BGS). Крім того, антитерористичний підрозділ Федеральної поліції Німеччини Grenzschutzgruppe 9 (GSG 9) використовував камуфляж Sumpftarn на чохлах для шоломів до 2000-х років.

## Походження та опис

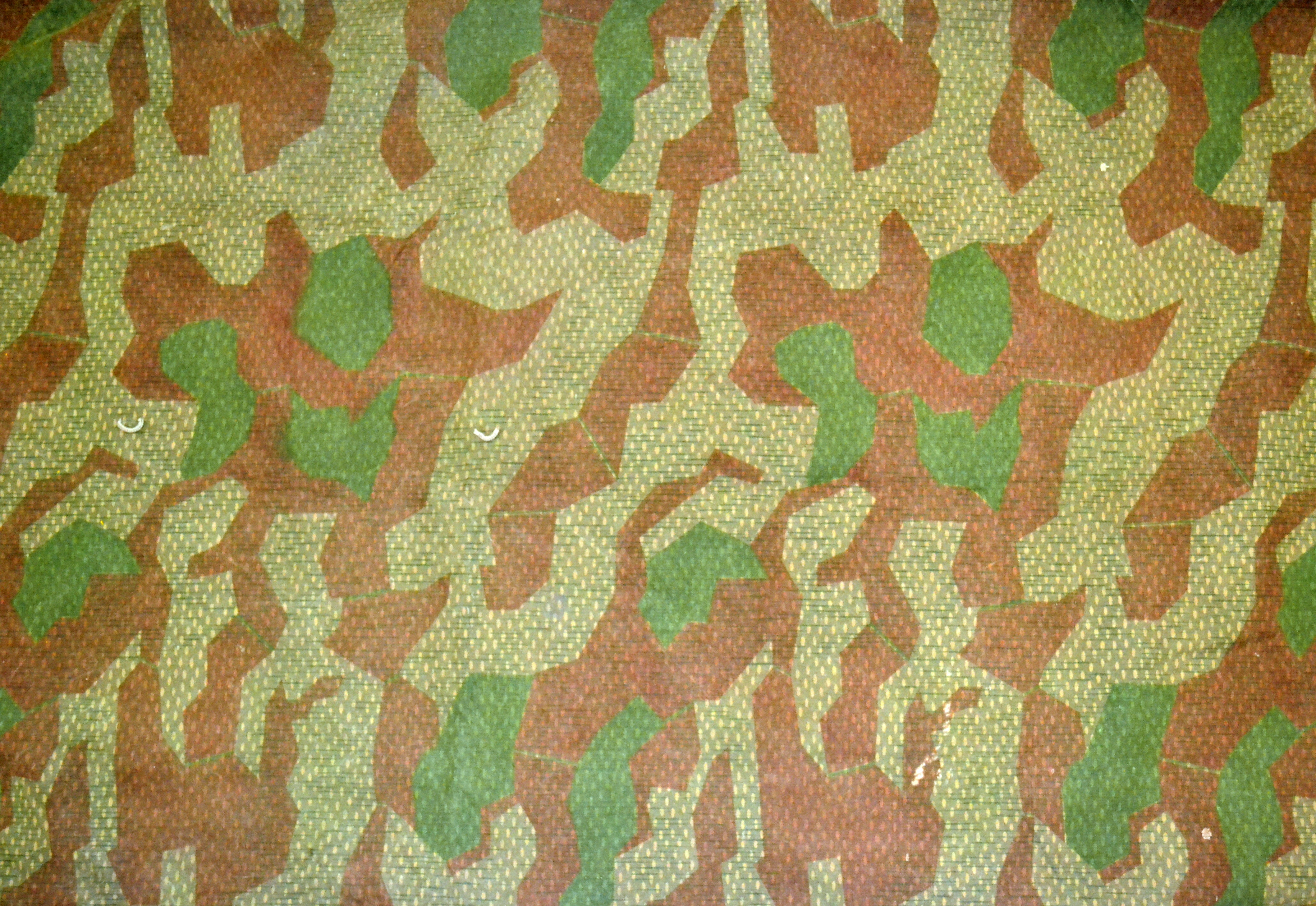
Шаблон німецького камуфляжу Splittertarn-31

Перший німецький камуфляжний візерунок Splittertarn («уламковий камуфляж») був розроблений ще у 1931 році для Райхсверу Веймарської республіки й спочатку призначався для польових армійських наметів Zeltbahn. Шаблони камуфляжу для одностроїв, розроблені на його основі, поєднували візерунок із переплетених неправильних «ламаних» багатокутників зеленого, бежевого і коричневого кольорів із тонкими вертикальними штрихами «дощу». Пізніші камуфляжні візерунки, розроблені Йоганном Георгом Отто Шиком для Ваффен-СС, складались з більш плавних візерунків, ближчих до органічних форм рослинності.
Походження «болотного» камуфляжу Sumpftarn від 4-колірного камуфляжу Splittertarn є очевидним. Відмінність візерунка полягає у формі «уламків», чия ламана геометрична форма була пом'якшена додатковими тонкими кордонами навколо плям, а домінуюча колірна гама зміщена з бежево-коричневого в зелений спектр. «Дощові» пунктирні лінії, розміщені по всій схемі камуфляжу, були повністю збережені та мали на меті забезпечити додаткову деформаційну властивість базового малюнка. Орієнтація «дощових» пунктирних ліній вертикальна та однакова по всьому малюнку.

## Sumpftarn Вермахту
У 1943 році Вермахт запровадив новий шаблон камуфляжну Sumpftarn, який призначався для використання протягом усіх сезонів, крім зими. Камуфляж надавав посилений маскувальний захист у вологих місцях і підліску. Основна концепція камуфляжу Sumpftarn має чіткі аналогії з системою триколірного камуфляжу, введеного 18 лютого 1943 року для військової техніки. Використаний в цьому камуфляжі фон «темно-жовтого» кольору з коричневими та оливковими плямами на ньому також з'являються в моделі камуфляжу Sumpftarn. Замість відтінку RAL 8017 червоно-коричневий (сьогодні RAL 8017 шоколадно-коричневий), який використовувався в системі триколірного камуфляжу, був використаний досить червонуватий відтінок, який можна знайти в болотній і тундровій рослинності. Навпаки, зелені плями болотного камуфляжу мали хроматичну подібність до оливково-зеленого відтінку RAL 6003, який досі використовується таким же чином і був частиною триколірної системи.

### Sumpftarn M43

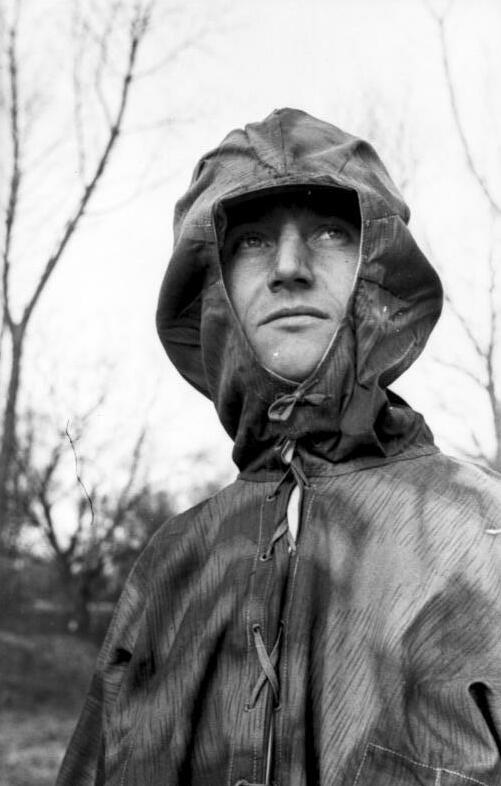
Снайпер Вермахту в камуфляжі Sumpftarnmuster на Західному фронті (1943).

Перша розроблена схема камуфляжу Sumpftarn М1943 була ще дуже чітко орієнтована на схему камуфляжу Splittertarn-31. На відміну від останнього, фоновим кольором тканини був бежевий тон, а червоно-коричневі та зелені «уламкові» плями більше не торкалися між собою шляхом тонких смуг фонового кольору навколо коричневих плям, що призвело до їх візуального «пом'якшення». Пунктирні «дощові» лінії було надруковано темно-зеленим кольором. Камуфляж M43 видавався снайперам і панцергренадерам у вигляді маскувальних жилетів і повної камуфляжної форми.

### Sumpftarn M44
Схема, що з'явилася в 1944 році, концептуально відрізнялася від своєї попередниці лише тим, що тепер від кутової лінійної форми уламків відмовилися на користь ще більш м'яких та округлих форм.
Оскільки Вермахт не мав єдиного централізованого виробництва елементів одностроїв, а натомість працював з різними регіональними постачальниками, вироблена продукція достатньо помітно відрізнялася одна від одної, попри єдині рекомендації. Цей ефект посилився з початком війни та збільшенням дефіциту. Це стосувалося не лише візерунків та виготовлення частин уніформи, а й кольорів камуфляжів. Під час війни також шили уніформу за нестандартними критеріями, особливо на окупованих територіях.
Камуфляж M43 і M44 також використовувався союзною Третьому Рейху угорською армією і застосовувався угорцями навіть після Другої світової війни.

## Sumpftarn Прикордонної служби ФРН
Після заснування 16 березня 1951 року Прикордонної служби ФРН (Bundesgrenzschutz — BGS), вона спочатку використовувала однострої з камуфляжем Splittertarn, що використовувався ще з часів Рейхсверу Веймарської республіки, який з 1952 року поступово був замінений на камуфляж Sumpftarn. Камуфляж Splittertarn все ще можна побачити на фотографіях кінця 1950-х років на тентах-пончо, що використовувались BGS. Тому певний час, принаймні частково, ці дві моделі використовувалися паралельно.
Члени Федеральної прикордонної служби використовували камуфляж Sumpftarn роботи на кордоні з Німецькою Демократичною Республікою (НДР) і під час польових навчань. У BGS було три варіанти схеми камуфляжу Sumpftarn.

### 1952—1959

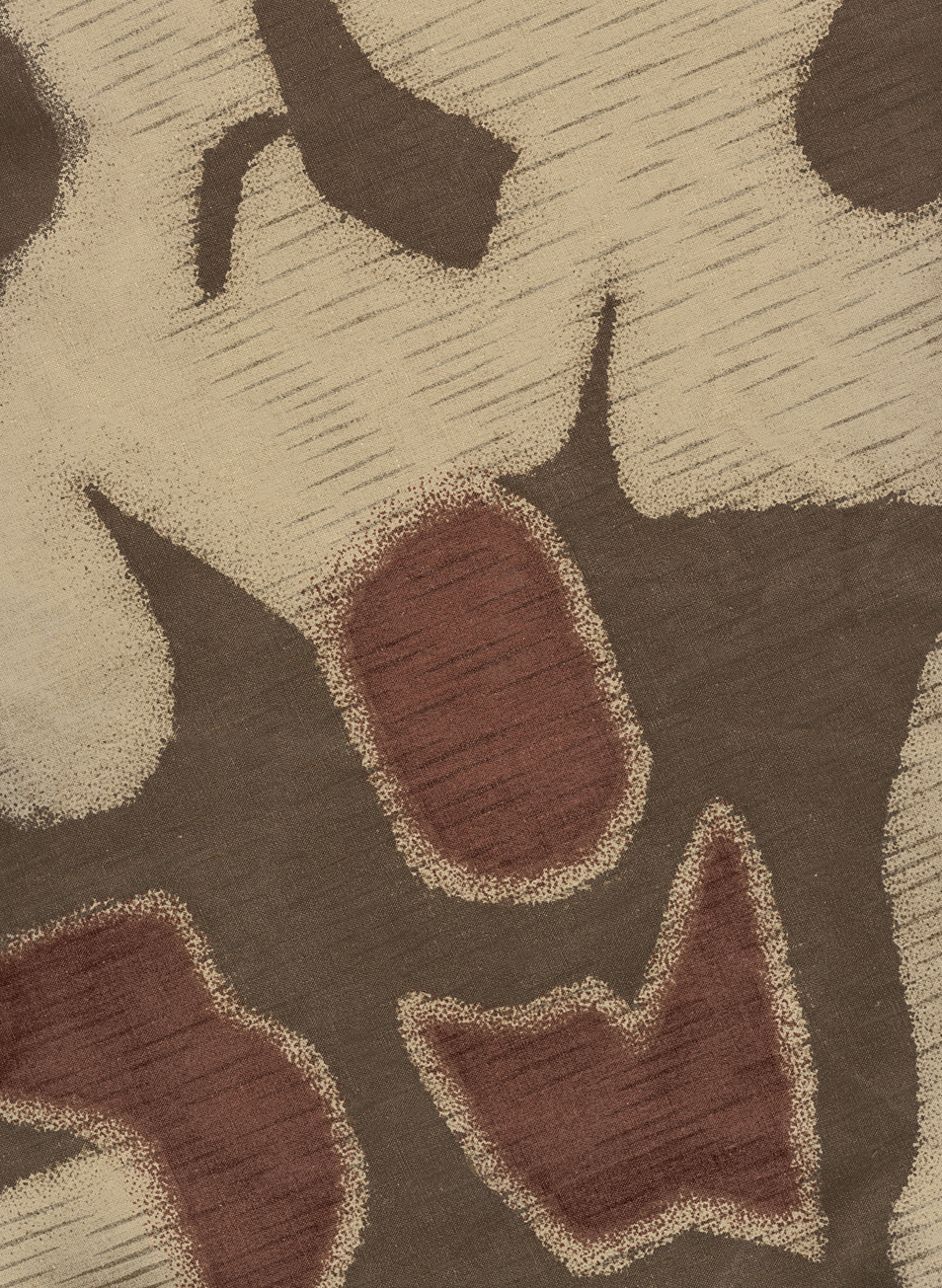
BGS-Sumpftarnmuster (І версія)

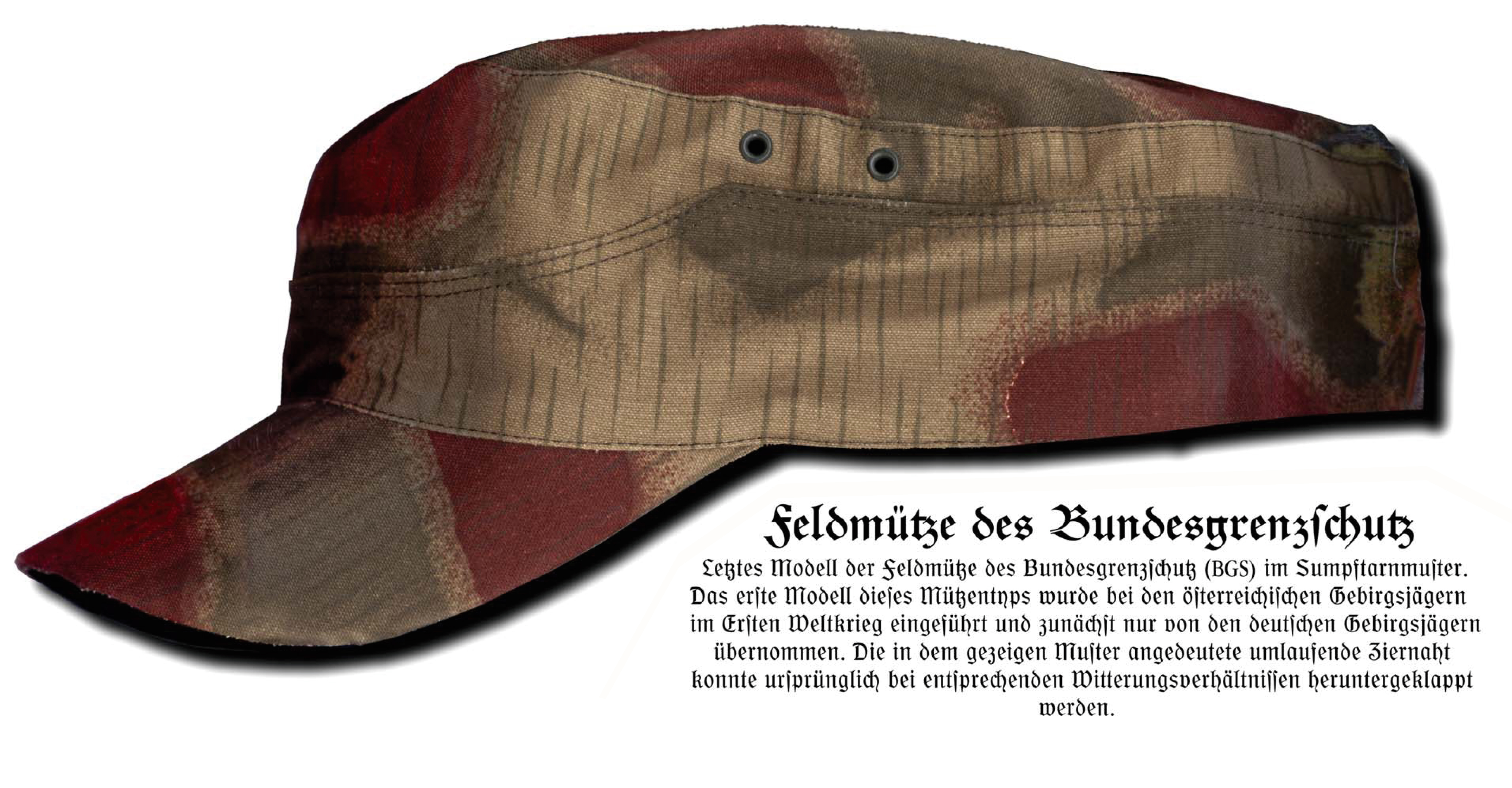
Польовий капелюх Bundesgrenzschutz (BGS) з болотним камуфляжним малюнком.

У першій версії червоно-коричневі та бежево-коричневі нерегулярні плями розміщувались на сіро-бежевому фоні. Червоно-коричневі плями були оточені тонкою смугою фону і не перетинались з коричневими плямами. Дощові пунктирні лінії, які покривали всю тканину і були надруковані останніми, ще більше розчиняли форми.
Для першого болотного камуфляжу BGS I використані кольори можна визначити наступним чином.
- основний колір: RAL 1019 сіро-бежевий
- Червонуваті плями: RAL 8012 червоно-коричневий
- Темно-сірі плями: сіро-бежевий RAL 7006
- Пунктирні лінії: RAL 7003 сірий мох

важливо: Кольори RAL — це кольори фарби. Згадані тут значення кольорів наводяться лише для того, щоб дати приблизне враження від оригінальних кольорів.

### 1960—1962
У другому варіанті основний тон і червоно-коричневі плями залишилися колишніми, але бежево-коричневі плями набули зеленуватого відтінку.

### з 1963 по теперішній час
В останньому варіанті зберігаються тільки червоно-коричневі плями, основний фон стає світлішим, а плями тепер виразно зелені.
З візерунком камуфляжу Sumpftarn-BGS виготовлялись такі елементи військового спорядження:
- трикутні тенти-накидки;
- намет сумка для столових приборів;
- камуфляжні чохли для шоломів;
- куртка камуфляжна;
- штани камуфляжні;
- парка;
- захисна накидка від вологи без рукавів.

У 1976 році, після політичних рішень, BGS вилучила всі частини спорядження з камуфляжем Sumpftarn-BGS та запровадила форму, майже ідентичну поліцейській. Деякі предмети, наприклад трикутні тенти-накидки, тепер мали однорідний синьо-сірий колір. Однак на фотографіях досі зображені офіцери BGS у 1980-х роках під час втручання під час масових протестів проти переробного заводу у Ваккерсдорфі, Верхній Пфальц, одягнені в однострої з камуфляжем Sumpftarn.
Лише антитерористичний підрозділ BGS, Grenzschutzgruppe 9 (GSG 9), створений у вересні 1972 року після терактів палестинців під час Олімпійських ігор у Мюнхені, зберіг спорядження з камуфляжем Sumpftarn, а чохли для шоломів з камуфляжу Sumpftarn використовувались ним приблизно до 2000 року.

## Використання іншими країнами

### Експортний німецький камуфляж
Камуфляж Sumpftarn-BGS експортувався з Німеччини в різні країни. Так, Лівія одягла деякі військові підрозділи в уніформу з камуфляжем Sumpftarn-BGS, яка ще використовувалася у 2007 році.

### Австрія
У 1962 році австрійська армія представила чотириколірний варіант камуфляжу Sumpftarn-BGS для наметів у альпійських регіонах, в якому бежево-коричневий колір плям було замінено на середньо-сірий, а червонувато-коричневі плями — на оливково-зелений. Ця модель, яка в Австрії називалася Steintarn, використовувалася до 1978 року.

### Чехословаччина

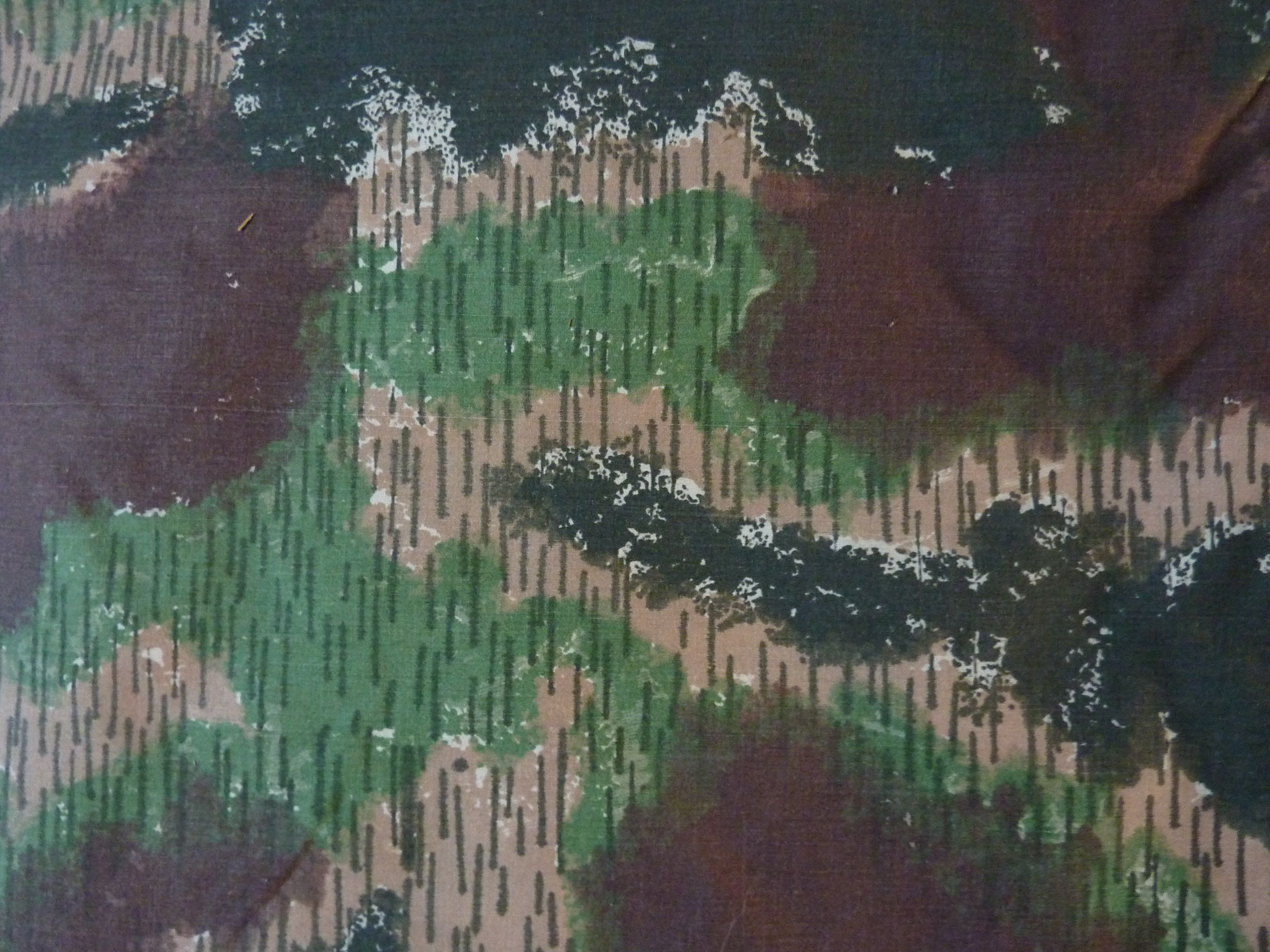
Камуфляж чехословацької армії 1952 року.

Перший чехословацький камуфляж Sumpftarn, який використовувався приблизно в 1950 році, не відрізнявся від оригінального камуфляжі Вермахту Sumpftarn-43 і, ймовірно, був передрукований із трофейних німецьких макетів.
Між 1952 і 1960 роками Чехословаччина використовувала свій власний чотириколірний камуфляж Sumpftarn, заснований на камуфляжі Вермахту Sumpftarn-43, який додатково містив чорні плями на малюнку. Ця модель використовувалася для спеціальних підрозділів десантників. Майже одночасно з'явився майже ідентичний чеський камуфляж Sumpftarn, що використовувався для наметів. Відрізняється від моделі десантників тим, що деякі невеликі ділянки не друкувались, тобто залишалися «білими». Типові «дощові» пунктирні лінії були збережені для обох моделей.
У 1965 році чехословацька армія представила новий триколірний камуфляж Sumpftarn, також похідний від німецьких зразків. Чехословацький болотний камуфляж був призначений для всіх сезонів і також мав свого попередника в болотному камуфляжі Pattern 43, який використовувався для наметів у Чехословаччині з кінця 1940-х до початку 1950-х років. Чехословацьке перевидання Sumpftarn Pattern 43 неможливо відрізнити від німецького оригіналу. Чехословацький камуфляж Sumpftarn-65 відрізняється від камуфляжу Sumpftarn-BGS, серед іншого, тим, що всі кольори мають різні відтінки зеленого.

## Болгарія
У 1970 році в Болгарії був представлений триколірний камуфляж Sumpftarn, який, здається, повторює елементи плямистого камуфляжу Ваффен-СС Eichenlaub (Дубове листя). Цей зразок видавався тільки спецпідрозділам і зустрічається дуже рідко. На світло-сірому фоні ньому «вкраплені» середні зелені плями, великі плями, які нагадують візерунок SS-Eichenlaub, оточені дрібними «бризками». Типовий елемент камуфляжу Sumpftarn — дощові пунктирні лінії — були цегляно-червоного кольору. Цей малюнок, який ще називали «жаб'ячий камуфляж» використовувався до 1994 року.